# Königssondergau
Der Königssondergau (auch „Königssundragau“), oft fälschlich mit dem Rheingau gleichgesetzt, lag am Nordufer des Oberrheins in der Gegend um Wiesbaden und basierte in etwa auf dem ehemaligen römischen Verwaltungsbezirk Civitas Mattiacorum. Der Name „Kunigessuntera“ ist erstmals im Jahre 819 belegt. Ein Haupthof („fiscus“) mit einem höheren Beamten befand sich im heutigen Wiesbaden, Unterhöfe waren in Biebrich und in Mosbach (heute Teil von Wiesbaden-Biebrich).
Der Gau wurde vermutlich schon zu Beginn der Herrschaft Karls des Großen (nach 771) als Eigentum des fränkischen Königs und seiner Erben geschaffen. Dadurch wurde der ehemalige alemannische Rheingau dreigeteilt, denn der Königssondergau lag nunmehr zwischen dem „Unterrheingau“ (der in der Folge den Namen Rheingau behielt) und dem Oberrheingau südlich des Untermains.
Der Königssondergau umfasste ursprünglich im Westen, beginnend an der Walluf, das Gebiet von Bärstadt sowie Kemel und reichte weiter nach Osten bis Eppstein und Hofheim, mit dem Schwarzbach bei Kriftel als Ostgrenze. Im Norden bildeten der Taunuskamm und der ehemalige römische Obergermanisch-Raetische Limes die Grenze. Südgrenze war der Rhein. Benachbart waren im Westen der Unterrheingau, im Nordosten der Niddagau, im Osten der Maingau, und im Südwesten der Oberrheingau.
Die Verwaltung des Königssondergaus lag in der Hand des Gaugrafen, dessen königlicher Wirtschaftshof („curtis“) in der Nähe des heutigen Wiesbadener Stadtschlosses (Hessischer Landtag) stand. Im 9./10. Jahrhundert wurde stattdessen ein Wohnturm („castrum“, Turmburg) errichtet, der im Mittelalter zu einer Burganlage ausgebaut wurde.
Die Einkünfte aus dem Königssondergau gehörten dem fränkischen König, der sie zur Finanzierung seines Hofstaats nutzte. Teile des Gaugebiets, Ortschaften und Burgen wurden als Lehen an verdiente Gefolgsleute vergeben. Im Laufe der Zeit wurden auch Teile dem Erzbistum Mainz geschenkt (zum Beispiel die Orte Oestrich, Geisenheim, Rüdesheim am Rhein und Lorch in der Veroneser Schenkung von 983 durch Kaiser Otto II.) oder auch an andere Eigentümer verkauft. König Otto III. schenkte Biebrich und Mosbach 991 dem Kloster Selz im Elsass. Schenkungen und Lehensvergaben kamen auch Adligen und Grafen zugute, und bereits im 12. Jahrhundert hielt das Haus Nassau Grafenrechte in und um Wiesbaden. Heinrich II. der Reiche, 1198–1251 regierender Graf von Nassau, erhielt 1214 die Reichsvogtei Wiesbaden und den Königssondergau als Reichslehen. Auch die Herren von Eppstein drangen durch Ausnutzung von Vogteirechten, Kauf und Erbschaften in den Königssondergau ein, wo sie zu Widersachern der Grafen von Nassau wurden.